# Chế độ cũ (Pháp)

Louis XIV của Pháp, Le Roi Soleil, là một biểu tượng đỉnh cao của thời kỳ Ancien Régime.

Chế độ cũ (tiếng Pháp: Ancien Régime) là chế độ chính trị xã hội quân chủ, quý tộc được thành lập tại Vương quốc Pháp từ khoảng thế kỷ 15 cho đến cuối thế kỷ thứ 18 (giai đoạn Cách mạng Pháp) dưới các triều đại cuối Valois và Bourbon. Thuật ngữ này được sử dụng thường xuyên để tham khảo các trật tự xã hội và chính trị phong kiến tương tự của thời gian ở những nơi khác ở Châu Âu. Các cơ cấu hành chính và xã hội của chế độ cũ là kết quả của nhiều năm xây dựng nhà nước, các đạo luật (như Pháp lệnh Villers-Cotterêts), xung đột nội bộ và các cuộc chiến tranh dân sự, nhưng chúng vẫn là một sự chắp vá khó hiểu của đặc quyền địa phương và sự khác biệt lịch sử cho đến khi Cách mạng Pháp đã kết thúc chế độ này.
Phần lớn sự tập trung hóa chính trị thời Trung cổ của Pháp đã bị mất trong chiến tranh Trăm năm, và những nỗ lực của các nhà Valois trong việc tái thiết lập quyền kiểm soát các trung tâm chính trị phân tán trong cả nước Pháp đã bị các cuộc chiến tranh tôn giáo cản trở. Phần lớn các triều vua Henry IV, Louis XIII và những năm đầu của Quốc vương Louis XIV, Le Roi Soleil đã tập trung vào việc tập trung hóa hành chính. Tuy nhiên, mặc cho những định nghĩa về khái niệm "quân chủ chuyên chế" (tiêu biểu là quyền của nhà Vua ban hành Lettres de Cachet) và những nỗ lực của các vị Vua để tạo ra một nhà nước quân chủ tập trung hoàn toàn, thì về bản chất thì Chế độ cũ của Pháp vẫn là một đất nước của những vi phạm có hệ thống: hành chính (bao gồm thuế), luật pháp, tư pháp và các đơn vị giáo sĩ. Những tầng lớp và địa vị này của Pháp có những đặc quyền thường xuyên chồng chéo và va chạm mâu thuẫn lẫn nhau, trong khi các quý tộc Pháp phải vật lộn để duy trì quyền lợi của mình trong các vấn đề của chính phủ và tư pháp địa phương, và các cuộc xung đột nội bộ mạnh mẽ (như Fronde) đã diễn ra phản đối ý tưởng chuyên chế này từ triều đình. Sự chuyên quyền của vương triều Pháp cũng dẫn đến tài chính và tuyên chiến với các quốc gia bên ngoài. Ngoài Fronde, nước Pháp từng xảy ra đại nội chiến giữa người Huguenot (phái Tin Lành) và người Công giáo La Mã, rồi vấn đề ngoại giao lại gặp những cuộc chiến tranh giành lãnh thổ hoặc quyền kế vị của nhà Habsburg, và việc vương triều Pháp thường xuyên muốn mở rộng lãnh thổ suốt thế kỉ thứ 17.
Những điều trên khiến chính quyền Pháp đè nặng thu gom tiền của, chủ yếu thông qua thuế đất và thuế muối, càng khiến vấn đề chuyên chế gây ác cảm. Thành tựu đáng kể của nỗ lực chuyên chế là việc tiến hành bảo trợ và thêm chức vụ quản đốc địa phương Intendant, khiến cho những vùng miền cụ thể đều chịu sự quản lý trực tiếp từ triều đình, bên cạnh các lãnh chúa bản địa hoặc quý tộc được thừa hưởng đất đai. Bên cạnh đó, triều đình còn thành lập Pháp viện tối cao (Parlement) của mỗi vùng, ban đầu là để chia rẽ quyền lực thực tế của bản địa lãnh chúa và nâng cao quyền thống nhất của vương triều, song chính sự lớn mạnh và "địa vị không thể thay đổi" của các Pháp viện tối cao này lại khiến sự chuyên chế đi vào phức tạp vào những thời kỳ sau.